# Omphalea occidentalis
Espèce
Omphalea occidentalis est une espèce de plantes à fleurs de la famille des Euphorbiaceae et du genre Omphalea. Elle est endémique de Madagascar. C'est l'une des plantes hôte des chenilles de Chrysiridia rhipheus.